# Ophiclinops hutchinsi
Ophiclinops hutchinsi is een straalvinnige vissensoort uit de familie van beschubde slijmvissen (Clinidae). De wetenschappelijke naam van de soort is voor het eerst geldig gepubliceerd in 1980 door George & Springer.